# Sparisoma strigatum
Sparisoma strigatum är en fiskart som först beskrevs av Günther 1862.  Sparisoma strigatum ingår i släktet Sparisoma och familjen Scaridae. IUCN kategoriserar arten globalt som livskraftig. Inga underarter finns listade i Catalogue of Life.